# Paul Urmuzescu
Paul Urmuzescu (n. 28 iunie 1928 – d. 19 februarie 2018, București) a fost un compozitor român.
A studiat la Conservatorul Ciprian Porumbescu din București și a lucrat din 1947 până în 1964 ca inginer de sunet și redactor la Radiodifuziunea Română.
Apoi, până în 1979 a condus departamentul muzical al programelor de divertisment și producător la Televiziunea Română. A fost director muzical la Festivalul Internațional „Cerbul de Aur” din Brașov, la prima ediție.
Din 1990, a semnat regia muzicală pentru multe producții la Teatrul Național Radiofonic și la  Teatrul Masca din București.
A fost membru al Uniunii Compozitorilor și Muzicologilor din România.
A compus lucrări simfonice, muzică electronică, muzicaluri, o operă, muzică de film, de teatru radiofonic și de teatru, muzică pentru filme de desene animate și pentru teatrul de păpuși.

## Lucrări
- Titanic Vals [Tudor Mușatescu], 1964
- Amnarul Muzical după Hans Christian Andersen, 1978
- Inscripție la hora unirii pentru orchestră simfonică, 1978
- Doktor Dyregod, Muzical, 1980
- Coana Chirița de Tudor Mușatescu (premiera 04-10-1981, Teatrul Național București, Sala Mică)[2]
- Vila cu iluzii, Muzical, 1983
- Zborul păsării măiastre, suită de balet, 1983
- Interludiu, piesă simfonică, 1984
- Divertisment pentru soliști și orchestră, 1984
- Imagini Citadine, suită simfonică, 1985
- Cetatea veche, piesă simfonică, 1985
- Florile iubirii, piesă simfonică, 1985
- Poveste, piesă simfonică, 1985
- Dimineața, piesă simfonică, 1985
- Vizita, piesă simfonică, 1986
- Eminescu, Operă pe libret de Gheorghe Buluță, 1989
- Concert pentru harpă și orchestră, 1990
- Ivan Turbincă Muzical după Ion Creangă, 1992
- Simfonia nr. 1, 1992
- Simfonia nr. 2, 1992
- Anamorfoze, trei piese pentru sintetizator, 1992
- Asintonii pentru pian preparat și bandă de magnetofon, 1992
- Albă ca Zăpada, Muzical, 1993
- Perludiu liric pentru harpă, 1993
- Dans ritual pentru pian, 1994
- Ficțiune ambientală pentru sintetizator și computer, 1996
- Înger și Demon, Poem pentru sintetizator, bandă de magnetofon și computer, 1996
- Cronos pentru sintetizator și computer, 1997
- Anotimpuri, Alegorie füpentru instrumente electronice, 1997
- Epos, baladă pentru harpă, 1998
- Studiu pentru harpă, 1998
- Ragtime pentru harpă, 1999
- Bagatela pentru trio de flaut, 1999
- Burlesca pentru orchestră de coarde, 1999
- Imagini de vacanță, studiu pentru pian, 2000
- Pantomima pentru pian, 2000
- Toccata brevis pentru pian, 2001
- Mioritica pentru trio instrumental, 2001
- Conversație pentru pian, 2001
- Fanfare pentru cvintet de suflători, 2001
- Joaca de copii pentru nai și pian, 2003
- Joaca de copii pentru nai și orchestră, 2003
- Interferențe pentru două piane, 2003
- Boite a Musique pentru harpă, 2003
- Jazz-Toccata pentru pian și baterie, 2004
- Burlescă pentru vibrafon și pian, 2004
- Quasi fugato pentru orchestră de coarde, 2005
- Eseuri muzicale (A) pentru trio instrumental, 2006
- Eseuri muzicale (B) pentru flaut, oboi și fagot, 2006
- Eseuri muzicale (C) pentru fagot și harpă, 2006

## Muzică de film
- Bădăranii (1960)
- Politică cu... delicatese (sm, 1964)
- Titanic-Vals (1965)
- Corigența domnului profesor (1968)
- Tatăl risipitor (1974)
- Toamna bobocilor (1975)
- Cercul magic (1975)
- Serenadă pentru etajul XII (1976)
- Iarna bobocilor (1977)
- Expresul de Buftea (1979)
- Cuibul de viespi (1987)

## Premii
În decursul activității sale creatoare a primit următoarele premii:
- Premiul Uniunii Compozitorilor pentru: Vila cu iluzii – musical – (1984);
- Premiul Uniunii Compozitorilor pentru: Eminescu – operă în 3 acte – (1990);
- Premiul Uniunii Compozitorilor pentru: Epos – baladă pentru harpă – (1999);
- Premiul de excelență – Mamaia – (2000);
- Premiul de excelență – Televiziunea Română – (2001);
- Premiul Uniunii Compozitorilor pentru: Contraste – piesă pentru pian și calculator – (2001);
- Premiul de excelență – Ministerul Culturii – (2002);
- Premiul A.M. pentru întreaga activitate artistică – (2003);
- Premiul Uniunii Compozitorilor pentru: Oglinda – muzică de scenă – (2006).

## Distincții
- Medalia Meritul Cultural clasa I (25 decembrie 1967) „pentru merite deosebite în opera de construire a socialismului, cu prilejul celei de-a XX-a aniversări a proclamării Republicii”[4]
- Medalia Meritul Cultural clasa I, Categoria B - "Muzică"[5] (2004)